# 169. Infanterie-Division (Wehrmacht)
Die 169. Infanterie-Division war ein Großverband des Heeres der deutschen Wehrmacht im Zweiten Weltkrieg.

## Geschichte
- Deutschland: November 1939 bis Mai 1940
- Frankreich: Mai 1940 bis März 1941
- Finnland: Juni 1941 bis November 1944
- Norwegen und Dänemark: November 1944 bis März 1945
- Brandenburg/Berlin: März bis Mai 1945

### Aufstellung
Die 169. Infanterie-Division wurde ab 28. November 1939 im Wehrkreis IX im Raum Offenbach im Rahmen der 7. Aufstellungswelle neu aufgestellt. Sie erhielt im Januar 1940 zur Erlangung der vollen Sollstärke die Feldersatz-Bataillone 9, 15 und 35 zugewiesen. Bis Anfang Mai 1940 erfolgte die Aufstellung und Ausbildung im Wehrkreis IX.

### Westfeldzug
Die 169. Infanterie-Division wurde während des Falls Gelb im Juni 1940 im Verband der 16. Armee im Westfeldzug in Lothringen eingesetzt.

### Besatzungstruppe Frankreich
Sie verblieb anschließend im Verband der 1. Armee als Besatzungstruppe in Ostfrankreich. 
Im März 1941 wurde sie in den Heimat-Wehrkreis zurückverlegt. 

### Verlegung nach Finnland
Von dort aus kam sie zur Armee Norwegen nach Finnisch-Lappland.

### Unternehmen Barbarossa
Nach dem Angriff auf die Sowjetunion kämpfte die 169. Division im Verband der Armee Norwegen (ab Juli 1942 20. Gebirgs-Armee) unter Führung des Höheren Kommandos XXXVI (später XXXVI. Gebirgs-Armeekorps), zusammen mit der SS-Division Nord und der finnischen 6. Division, später dann an der Seite der 163. Infanterie-Division im Raum von Salla, wo die Division im Juni 1941 die finnisch-sowjetische Grenze überschritt. Am 8. Juli 1941 eroberte die 169. Infanterie-Division Salla. Es gelang ihr zwar, weiter vorzudringen bis zum Fluss Vermanjoki. Das Ziel der Unterbrechung der Murman-Bahn wurde jedoch nicht erreicht, ebenso wenig wie an der Liza-Front weiter nördlich und an der finnischen Front weiter südlich.
Es folgte ein fast dreijähriger Stellungskrieg, der für die Division keine größeren Kampfhandlungen mit sich brachte.

### Rückzug aus Finnland
Nach dem Waffenstillstandsabkommen Finnlands mit der Sowjetunion am 2. September 1944 musste sich die deutsche 20. Gebirgs-Armee aus Finnisch- nach Norwegisch-Lappland zurückziehen. Hierbei waren enorme logistische Probleme zu bewältigen, mussten große Vorratslager vernichtet werden und kam es ab 16. September 1944 auch zu Kampfhandlungen mit den nachfolgenden finnischen Truppen, die verpflichtet waren, die Deutschen aus ihrem Staatsgebiet zu vertreiben. Die 169. Infanterie-Division wurde in diverse Kämpfe verwickelt, konnte diese jedoch ohne größere Verluste bestehen und sich ihren geordneten Rückzugsweg durch ganz Lappland bis hin nach Norwegen sichern.

### Umgliederung 1945
Ursprünglich als Besatzungsdivision für Norwegen bestimmt, wurde sie im Februar 1945 in eine „Division neuer Art 1945“ umgegliedert und bis März 1945 von Südnorwegen nach Dänemark überführt, als vorletzter Großverband, der Norwegen verließ. 

### Verlegung an die Oder
Von Dänemark aus verlegte die Division an die Oderfront, wo sie im Verband der 9. Armee die sowjetische Großoffensive auf Berlin ab 16. April 1945 erlebte und bei den vergeblichen Abwehrkämpfen sehr starke Verluste erlitt. 

### Vernichtung
Die Reste der 169. Infanterie-Division kamen im April und Mai 1945 südwestlich von Berlin in sowjetische Gefangenschaft.

## Kommandeure und Gliederung
| Dienstzeit                           | Dienstgrad             | Name                   |
| ------------------------------------ | ---------------------- | ---------------------- |
| 29. November bis 1. Dezember 1939    | Generalleutnant        | Philipp Müller-Gebhard |
| 1. Dezember 1939 bis 1. Februar 1941 | Generalleutnant        | Heinrich Kirchheim     |
| 1. Februar bis 29. September 1941    | Generalleutnant        | Kurt Dittmar           |
| 29. September 1941 bis 22. Juni 1943 | General der Artillerie | Hermann Tittel         |
| 22. Juni 1943 bis 8. Mai 1945        | Generalleutnant        | Georg Radziej          |

| Dienstzeit                          | Dienstgrad     | Name                 |
| ----------------------------------- | -------------- | -------------------- |
| 5. Januar bis 15. Juli 1940         | Major          | Herbert Deinhardt    |
| 15. Juli 1940 bis 20. August 1941   | Major          | Hans Friedrich Behle |
| 20. August 1941 bis 15. August 1944 | Oberstleutnant | Helmut Siemoneit     |
| 15. August 1944 bis 8. Mai 1945     | Oberstleutnant | Helmut Schon         |

Gliederung
- Infanterie-Regiment 378
- Infanterie-Regiment 379
- Infanterie-Regiment 392
- Artillerie-Regiment 230
- Pionier-Bataillon 230
- Panzerabwehr-Abteilung 230
- Infanterie-Divisions-Nachrichten-Abteilung 230
- Infanterie-Divisions-Nachschubführer 230